# Mangdang Shan
Mangdang Shan är ett berg i Kina. Det ligger i provinsen Henan, i den centrala delen av landet, omkring 270 kilometer öster om provinshuvudstaden Zhengzhou. Toppen på Mangdang Shan är 138 meter över havet.
Mangdang Shan är den högsta punkten i trakten. Runt Mangdang Shan är det tätbefolkat, med 636 invånare per kvadratkilometer. Trakten runt Mangdang Shan består till största delen av jordbruksmark.
Genomsnittlig årsnederbörd är 957 millimeter. Den regnigaste månaden är juli, med i genomsnitt 202 mm nederbörd, och den torraste är januari, med 12 mm nederbörd.